# Yannick Lesourd
Yannick Lesourd (ur. 3 kwietnia 1988) – francuski lekkoatleta specjalizujący się w biegach sprinterskich.
Podczas mistrzostw Europy juniorów w 2007 zdobywał dwa medale – srebrny w biegu na 100 metrów oraz brązowy w sztafecie 4 x 100 metrów. Brał udział w igrzyskach olimpijskich w Pekinie.  W 2011 wraz z Christophe’em Lemaitrem, Teddym Tinmarem oraz Jimmym Vicautem zdobył wicemistrzostwo świata w biegu rozstawnym 4 × 100 metrów.
Rekord życiowy w biegu na 100 metrów: 10,29 (29 lipca 2011, Albi).